# Luci Livineu Règul
Luci Livineu Règul (en llatí Lucius Livineius Regulus) va ser un militar romà del segle i aC.
Ell i el seu germà Marc Livineu eren amics de Ciceró, i van provar d'afavorir-lo quan va ser desterrat. Ciceró parla dels Livineu, i deia que eren lliberts de Marc Règul i Livineu Trifó. Luci Livineu va lluitar amb Juli Cèsar a l'Àfrica l'any 46 aC a la batalla de Tapsos, i les monedes conservades diuen que era pretor, probablement un dels prefectes de la ciutat quan Cèsar va anar a Hispània el 45 aC.